# Маслинка багатоквіткова
Масли́нка багатоквітко́ва, або ґумі (Elaeagnus multiflora) — багаторічна рослина родини маслинкових. Лікарська, медоносна, харчова і декоративна культура.

## Опис

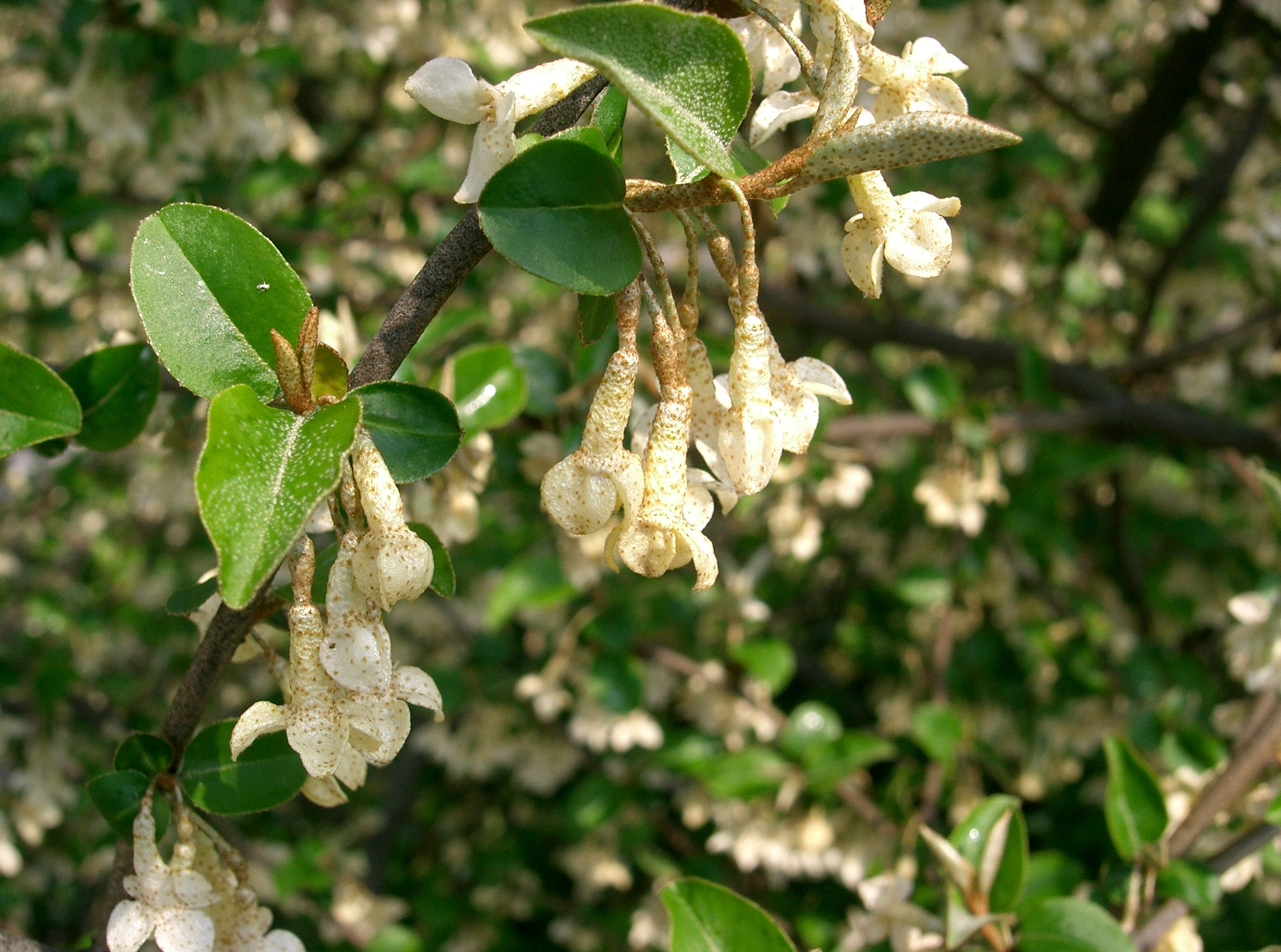
Квіти садової форми

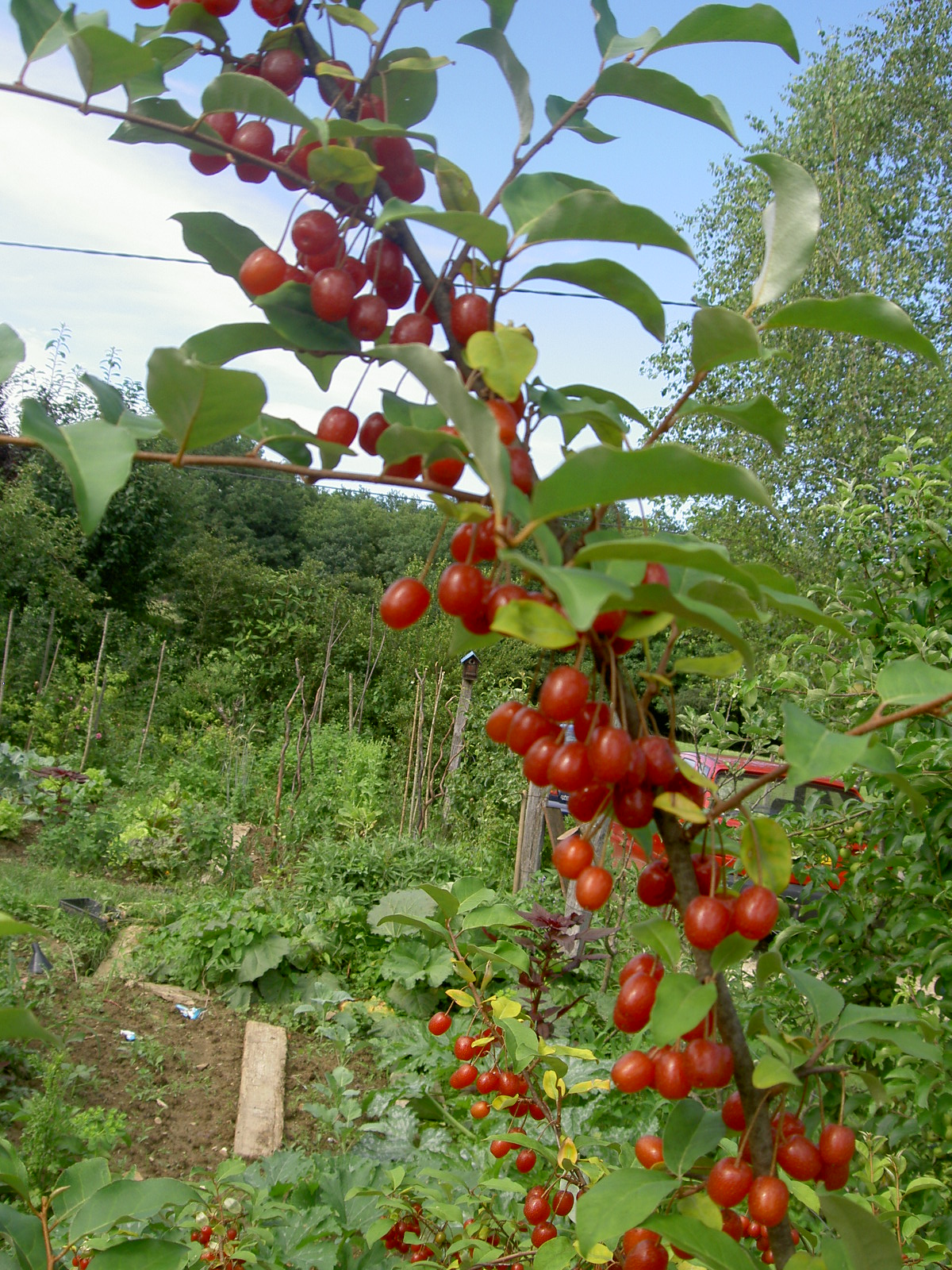
Плоди

Розлогий кущ або невисоке дерево заввишки 1,5-8 м, яке в залежності від температурного режиму може поводити себе як листопадна або вічнозелена рослина. Маслинка багатоквіткова формує потужну, добре розгалужену, поверхневу кореневу систему без чітко вираженого центрального кореня, але з численними мичкуватими коренями, які розміщуються переважно на глибині до 50 см. Вже наприкінці першого року розвитку на коренях формуються бульбочки, в яких оселяються азотофіксуючі бактерії з роду Frankia. Спочатку діаметр цих утворів становить 1-5 мм, а в дорослих рослин вони сягають 20-25 мм. У старих рослин бульбочки зростаються докупи, утворюючи гроноподібні скупчення, діаметр яких може сягати 60-70 мм.
Крона цієї рослини може мати різноманітну форму. Стовбур вкритий темно-коричневою корою, його максимальна товщина може сягати 30 см. Пагони густо вкриті червоно-коричневими лусками, молоді гілки коричневі, трішки повстисті. Листки еліптичні або овально-довгасті, тупо-загострені на верхівці і ширококлиноподібні біля основи, цілокраї, зелені, майже воскові зверху і сріблясті, покриті дрібними ворсинками зісподу, завдовжки 3-10 см, завширшки 2-5 см.
Квітки розташовані поодинці або попарно в пазухах листків. Вони двостатеві (інколи лише тичинкові), актиноморфні, трубчасті, пониклі, жовтувато-білі, запашні, 6-15 мм завширшки. Тичинок 4, маточка 1. Плід — несправжня кістянка, округло-циліндричної форми, з тупими кінцями, завдовжки до 1-2 см, розташована на довгій (2-3 см) плодоніжці. При достиганні набуває яскраво-червоного кольору, вкрита сріблястими крапками.

## Екологія та поширення
Рослина світлолюбна, відносно теплолюбна, до якості ґрунтів невибаглива. Ґумі починає вегетацію наприкінці квітня. Цвітіння відбувається у травні, плоди достигають у червні. Сіянці маслинки багатоквіткової перші роки розвиваються повільно, починають плодоносити на 4-5 рік, особини, вирощені з живців, плодоносять з 3-річного віку. Найпродуктивніший період наступає у віці 8 років і триває як мінімум 12-15 років.
Первинний ареал охоплював Корейський півострів, Японські острови, терени Китаю. Маслинка багатоквіткова була завезена до Європи і сходу США.

## Застосування
Плоди маслинки багатоквіткової їстівні, їх цінують за аромат, приємний смак, що нагадує смак яблука або ревеню, і лікувальні властивості. М'якуш гумі соковитий, ніжний, освіжаючий, недозрілі ягоди мають терпкувато-кислий присмак. Перестиглі плоди не осипаються, втім тонка шкірочка, що легко ушкоджується при транспортуванні, не дозволяє використовувати цю рослину у промислових масштабах.
Завдяки ґумі можна позбутись багатьох кишково-шлункових хвороб, покращити імунітет. Крім того, ця рослина є добрим медоносом.
Оцінка акліматизації рослини в зоні лісостепу України, проведена Є.Васюком (2002), показує до 90 балів зі 100, дані інших дослідників коливаються від 60 до 80 балів, що відповідає доброму (51-75) або високому (76-100) рівню адаптації.

## Синоніми
| - Elaeagnus edulis Siebold ex E.May - Elaeagnus edulis Siebold ex Carrière - Elaeagnus isensis Makino - Elaeagnus jucundicocca Koidz. - Elaeagnus longipes A.Gray - Elaeagnus multiflora var. edulis (Siebold ex Carrière) C.K. Schneid. - Elaeagnus multiflora var. multiflora - Elaeagnus multiflora var. obovoidea C.Y.Chang - Elaeagnus multiflora var. orbiculata Makino | - Elaeagnus multiflora var. ovoidea Makino - Elaeagnus multiflora var. siphonantha (Nakai) C.Y.Chang - Elaeagnus multiflora var. sulcata Makino - Elaeagnus multiflora var. tenuipes C.Y.Chang - Elaeagnus odoratiedulis Lavallée - Elaeagnus rotundifolia Gagnaire - Elaeagnus siphonantha Nakai - Elaeagnus umbellata var. siphonantha (Nakai) Hand.-Mazz. |